# Jean-Philippe Sol
Jean-Philippe Sol (* 1. Januar 1986 in Aurillac) ist ein französischer Volleyballspieler.

## Karriere
Sol begann seine Karriere bei Thérondels Carladez. Von 2004 bis 2006 spielte er bei Alès CVB, bevor er zu Montpellier UC wechselte. Mit dem Verein erreichte er 2008 das französische Pokalfinale. Ein Jahr später wurde der Mittelblocker mit der französischen Nationalmannschaft im Finale gegen Polen Vize-Europameister. Anschließend wechselte er zu Stade Poitevin Poitiers. Mit Poitiers gewann er 2011 die französische Meisterschaft. 2012 wurde er Vizemeister. Nach einem Jahr bei Arago de Sète spielte er in der Saison 2013/14 bei Narbonne Volley. Der Verein stieg aus der ersten Liga ab. Sol wechselte zunächst zu Nantes Rezé Métropole Volley. In der Saison 2016/17 erreichte er mit Chaumont Volley-Ball 52 das Endspiel im Challenge Cup und wurde französischer Meister. Danach kehrte er zurück nach Narbonne. 2019 wechselte Sol zum deutschen Bundesligisten United Volleys Frankfurt.